# Solos en la madrugada
Solos en la madrugada és una pel·lícula espanyola de comèdia dramàtica de 1978 dirigida per José Luis Garci i protagonitzada per José Sacristán.

## Argument
Un locutor de ràdio (José Sacristán) fa el programa nocturn "Solos en la madrugada" en què es dedica a criticar l'antic règim i els anys de transició. La seva vida passa per un moment de crisi que plasma totes les nits al seu programa radiofònic mitjançant cròniques derrotistes que no són més que un viu reflex de la insatisfacció de la seva pròpia vida.

## Repartiment
- José Sacristán - José Miguel García Carande
- Fiorella Faltoyano - Elena
- Emma Cohen - Maite
- María Casanova - Lola

## Rebuda
José Luis Garci, que va tenir èxit amb la seva pel·lícula Asignatura pendiente, va voler tornar a repetir la seva fórmula amb aquest film. Va ser el primer llargmetratge emès en la TVG, al juliol de 1985.